# BlueTrack
BlueTrack – wprowadzona przez Microsoft technika przechwytywania ruchów myszy komputerowej.
Technika BlueTrack polega na wykorzystaniu do przechwytywania ruchów myszy niebieskiej diody LED oraz szerokokątnej soczewki, co ma według producenta umożliwić działanie myszy na większej niż w przypadku myszy optycznych i laserowych liczbie powierzchni.